# Ourique (freguesia)
A Freguesia de Ourique é uma freguesia portuguesa do Município de Ourique, com 249,70 km² de área e 2804 habitantes (censo de 2021), tendo, por isso, uma densidade populacional de 11,2 hab./km².

## Demografia
A população registada nos censos foi:
| Distribuição da População por Grupos Etários | Distribuição da População por Grupos Etários | Distribuição da População por Grupos Etários | Distribuição da População por Grupos Etários | Distribuição da População por Grupos Etários |
| -------------------------------------------- | -------------------------------------------- | -------------------------------------------- | -------------------------------------------- | -------------------------------------------- |
| Ano                                          | 0-14 Anos                                    | 15-24 Anos                                   | 25-64 Anos                                   | > 65 Anos                                    |
| 2001                                         | 374                                          | 363                                          | 1519                                         | 785                                          |
| 2011                                         | 342                                          | 259                                          | 1519                                         | 754                                          |
| 2021                                         | 344                                          | 258                                          | 1404                                         | 798                                          |

## Património
- Castro de Cola ou Cidade de Marrachique